# Broye
Broye är ett distrikt i kantonen Fribourg i Schweiz.
Området ligger runt floden med samma namn och längre västerut, mot Neuchâtelsjön. Det innehåller tre exklaver. 

## Geografi

### Indelning
Broye är indelat i 18 kommuner:
- Belmont-Broye
- Châtillon
- Cheyres-Châbles
- Cugy
- Delley-Portalban
- Estavayer
- Fétigny
- Gletterens
- Les Montets
- Lully
- Ménières
- Montagny
- Nuvilly
- Prévondavaux
- Saint-Aubin
- Sévaz
- Surpierre
- Vallon

Samtliga kommuner i distriktet är franskspråkiga.